# Erich Mercker
Erich Mercker (* 20. Oktober 1891 in Zabern, Bezirk Unterelsaß; † 9. September 1973 in München) war ein Landschafts-, Industrie- und Städtemaler sowie Eisschnellläufer.

## Leben
Mercker studierte ab 1911 an der TH München Bauingenieurswesen. Etwa ab 1915 begann er – als Autodidakt – sich der Ölmalerei zu widmen. In den 1920er Jahren unternahm er Reisen nach Österreich, Italien, Südfrankreich, Schweden und Norwegen. Während dieser Zeit entstanden zahlreiche impressionistische Landschaftsbilder, gemalt mit Spachtel. Auch erste Industriebilder, für die Mercker berühmt werden sollte, malte er in dieser Ära.  Seit 1921 war er Mitglied der Münchner Künstlergenossenschaft (MKG). 1926 wurde er auch Mitglied der Münchner Künstlerbünde „Ring“ und „Isar“. 
Zum 1. Mai 1933 trat er der NSDAP bei (Mitgliedsnummer 1.928.474). 1937 nahm er an der Weltausstellung in Paris teil und erhielt für vier monumentale Ölgemälde die „große goldene Medaille“. Seit 1938 war er mehrfach auf den Großen Deutschen Kunstausstellungen der Nationalsozialisten im Münchener Haus der Kunst vertreten, wie 1939 mit Die Stätte des 9. November (Tag des Hitlerputsches), 1940 Marmor für die Reichskanzlei, 1941 Granitbrüche Flossenbürg, 1942 U-Boote noch und noch. Ebenso wurde 1941 sein Opus Hermann-Göring-Werke ausgestellt.
Das 1942 angefertigte Werk vom Steinbruch des Konzentrationslagers Flossenbürg ist Teil der Ausstellung der Gedenkstätte. Es stellt den Steinbruch fälschlich als zivilen Handwerksbetrieb dar, arbeitende Häftlinge sind auf dem Bild kaum als solche erkennbar.  
Nach 1945 malte er hauptsächlich im Auftrag großer Unternehmen wie MAN, Volkswagen oder Bayer. Sein umfangreiches Gesamtwerk (man schätzt es auf über 3000 Ölgemälde) ist noch kaum erschlossen. Mercker ist einer der bedeutendsten Industriemaler des 20. Jahrhunderts. Seine Bilder werden auch bei namhaften Auktionshäusern wie Christie’s in London oder Dorotheum in Wien angeboten. 
Seine Werke sind u. a. in folgenden Museen vertreten: Deutsches Schiffahrtsmuseum, Bremerhaven; Deutsches Historisches Museum Berlin; Bayerische Staatsgemäldesammlungen München; Stadtmuseum Kiel; Kurpfälzisches Museum Heidelberg; Germanisches Nationalmuseum Nürnberg; Stadtmuseum Frankenthal; Westpreußisches Landesmuseum Münster; Milwaukee School of Engineering, Grohmann Collection.
Mercker war auch ein begabter Eisschnellläufer. 1912 war er Deutscher Meister, 1913 Vizemeister im Mehrkampf, 1912 gewann er zudem den Eberhardt-Streich-Wanderpreis.